# Aktinorrhiza
Als Aktinorrhiza (wörtlich Strahlenwurzeln) werden Wurzelknöllchen bei bestimmten bedecktsamigen Pflanzen genannt, die eine Symbiose dieser Pflanzen mit stickstofffixierenden Aktinobakterien der Art Frankia alni darstellen. Aktinobakterien besitzen ein in alle Richtungen ausstrahlendes Myzel, daher lautet ihr deutscher Name Strahlenbakterien (griechisch ακτινοσ „Strahl“).

## Aktinorrhiza-Pflanzen

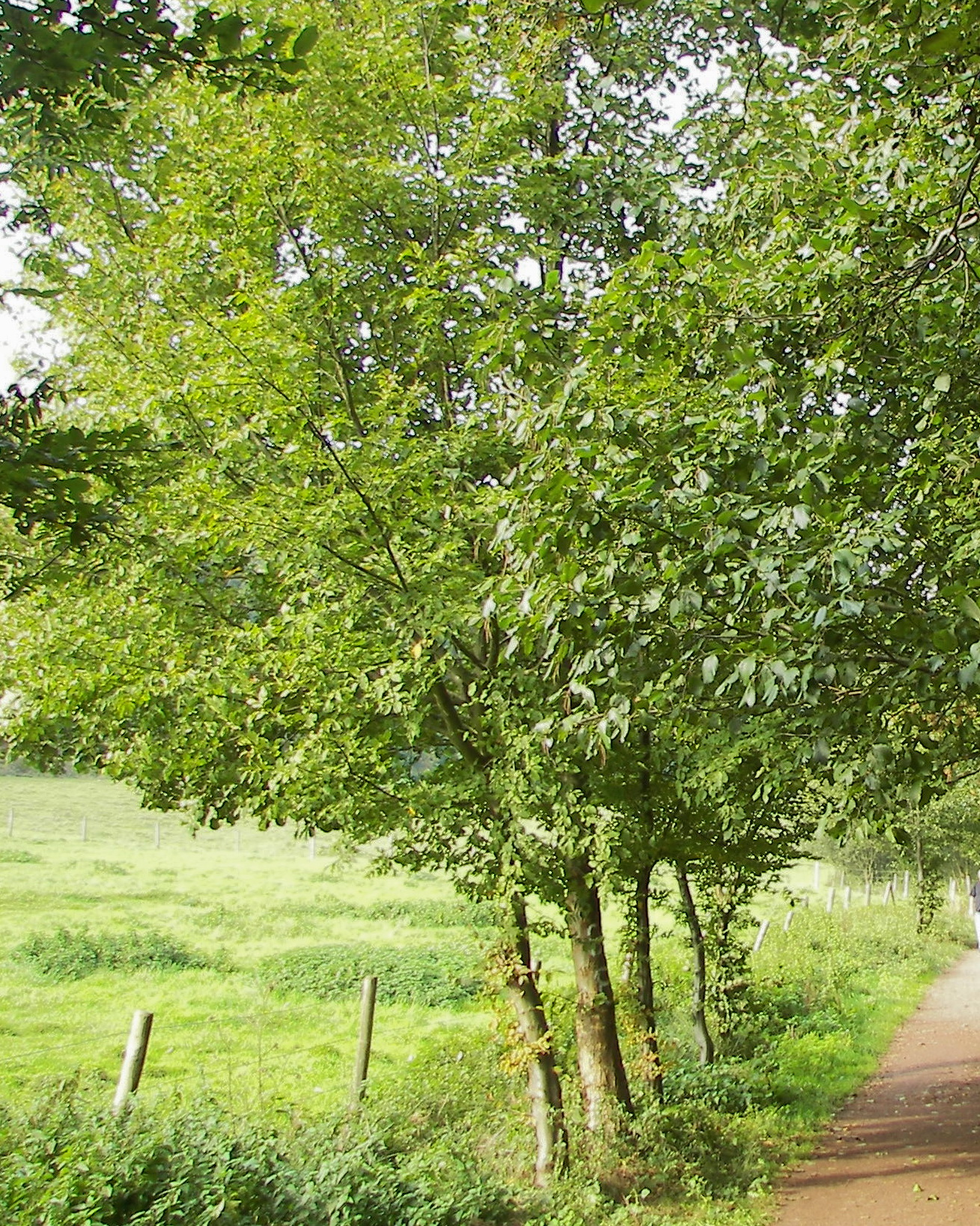
Die Grau-Erle (Alnus incana) ist eine mitteleuropäische Aktinorrhiza-Pflanze.

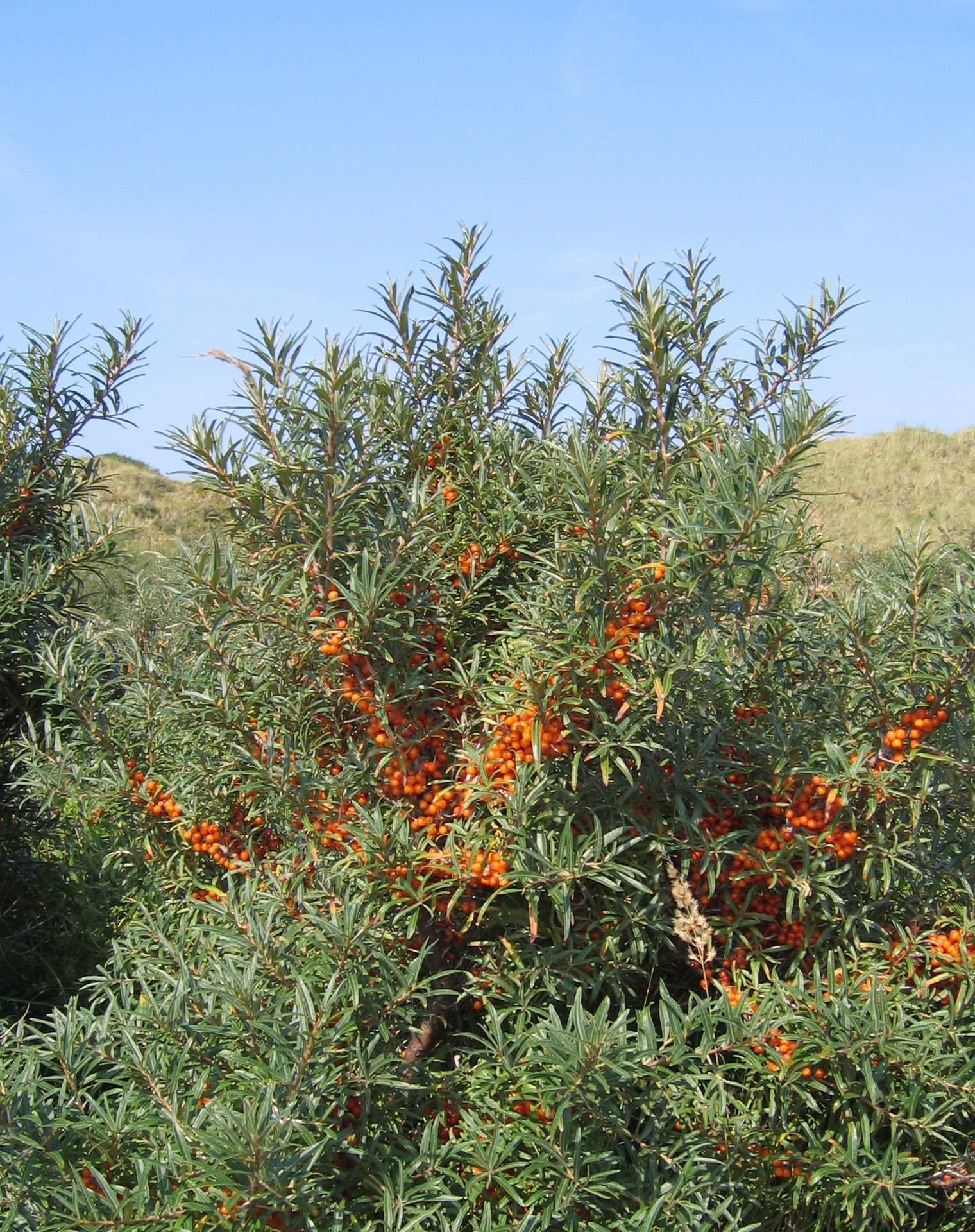
Der Sanddorn (Hippophae rhamnoides) ist eine typische Pionierpflanze.

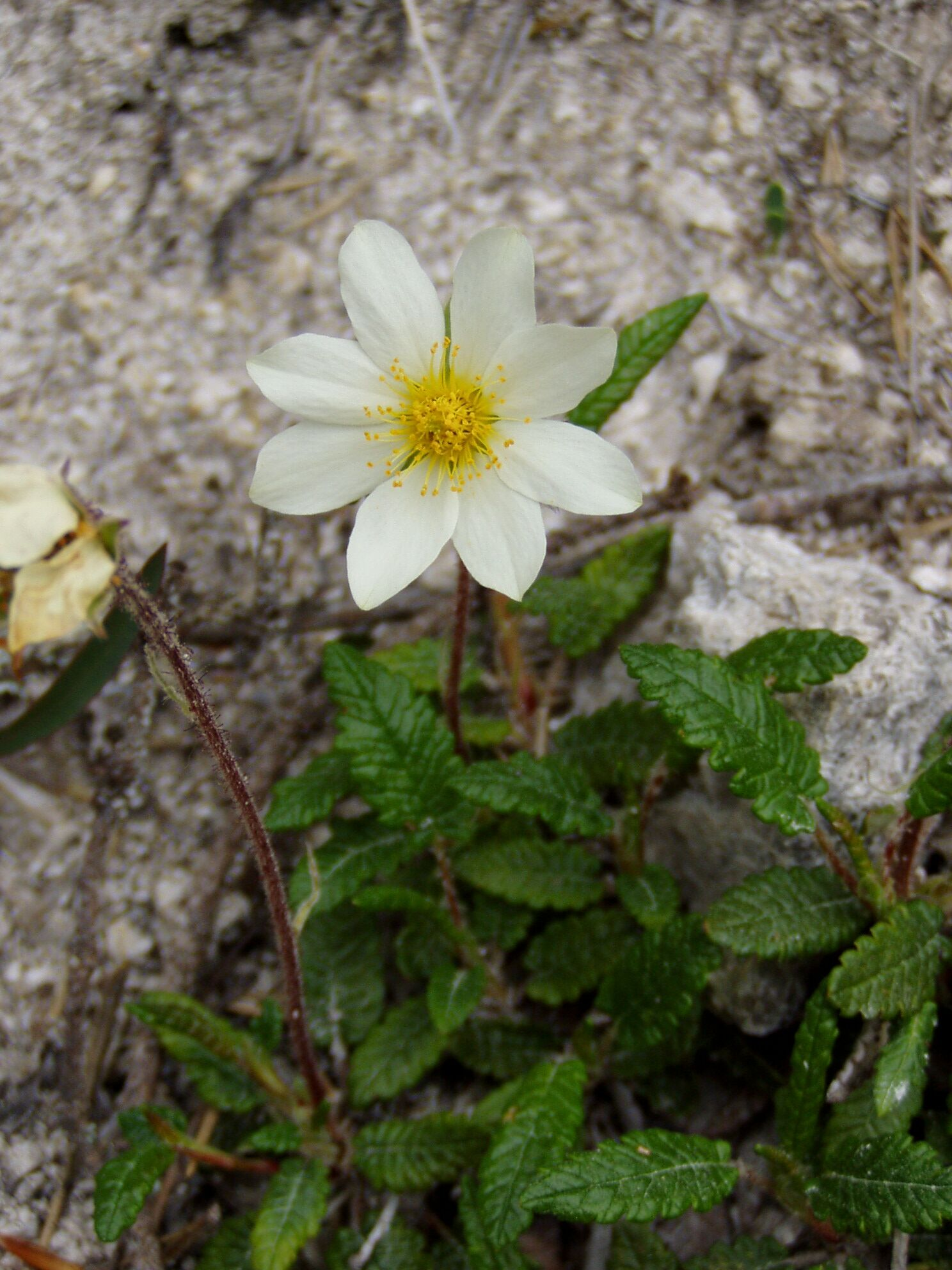
Die Silberwurz (Dryas octopetala) ist ein alpiner Spalierstrauch.

Mit Ausnahme der krautigen Gattung Datisca sind alle Aktinorrhiza-Pflanzen Bäume oder Sträucher. Viele Vertreter sind Pionierpflanzen in frühen Sukzessionsstadien. Häufig sind sie die erste Pflanzen, die Standorte nach einer Störung wiederbesiedeln. Einige Vertreter sind auf Extremstandorte spezialisiert, wie Überflutungsgebiete, warme aride oder semiaride Gebiete oder Felsstandorte. Die Stickstofffixierung kann 240 bis 350 kg pro Hektar und Jahr betragen.
Aktinorrhiza ist aus 24 Gattungen bekannt, die sich auf acht Familien in drei Ordnungen verteilen:
- Fagales
  - Betulaceae
    - Alnus

  - Casuarinaceae
    - Gymnostoma
    - Casuarina
    - Allocasuarina
    - Ceuthostoma

  - Myricaceae
    - Myrica
    - Comptonia
- Cucurbitales
  - Coriariaceae
    - Coriaria

  - Datiscaceae
    - Datisca
- Rosales
  - Elaeagnaceae
    - Elaeagnus
    - Hippophae
    - Shepherdia

  - Rhamnaceae
    - Colletia
    - Discaria
    - Kentrothamnus
    - Retanilla
    - Telguenea
    - Trevoa
    - Ceanothus

  - Rosaceae
    - Dryas
    - Purshia
    - Cowaniana
    - Cercocarpus
    - Chamaebatia

Die Pflanzen werden vielfach vom Menschen genutzt: zur Bodensanierung, als Werk- und Feuerholz, zur Küstensanierung und zur Bekämpfung der Desertifikation.

## Wurzelknöllchen

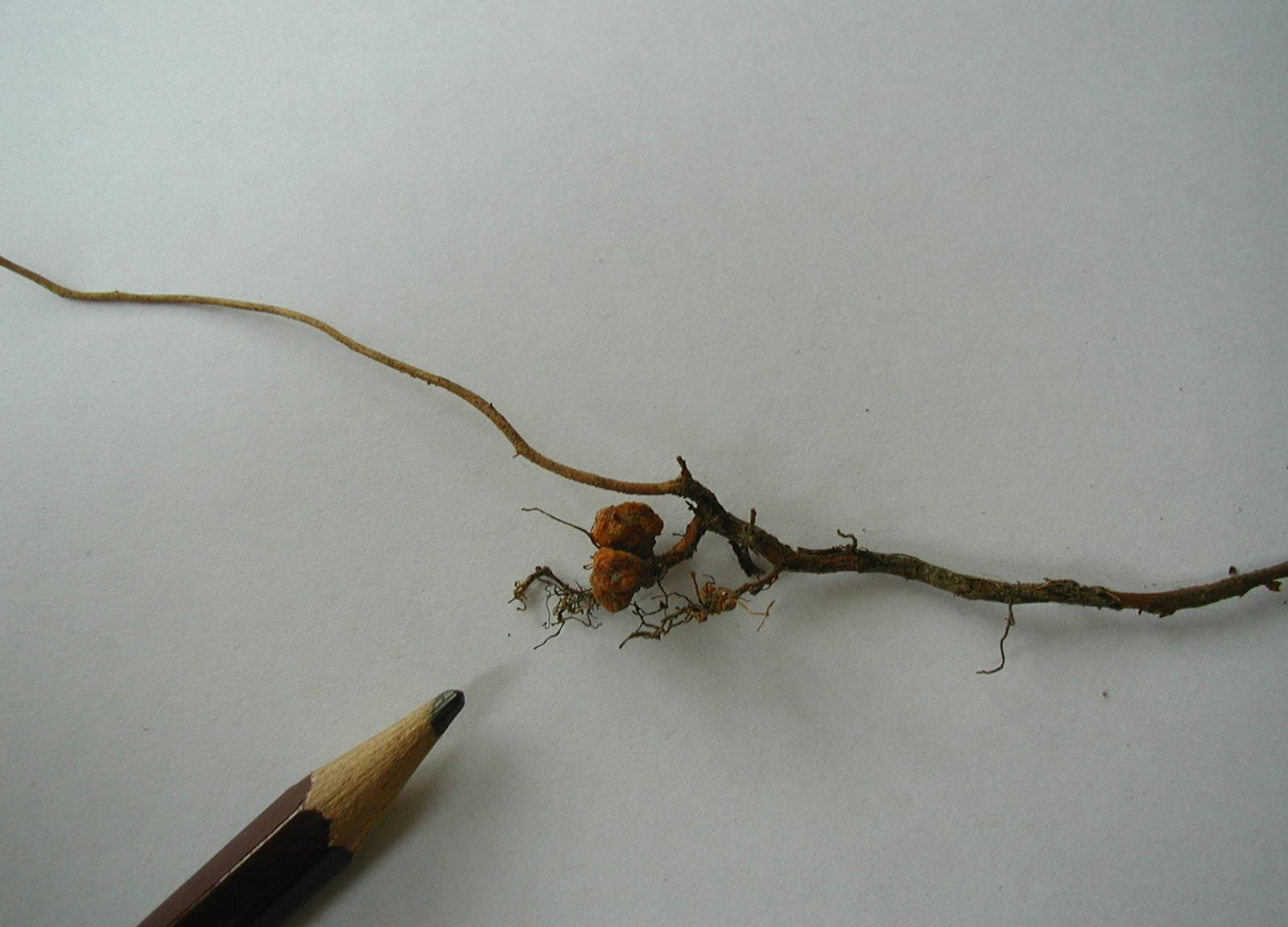
Wurzelknöllchen einer Schwarz-Erle

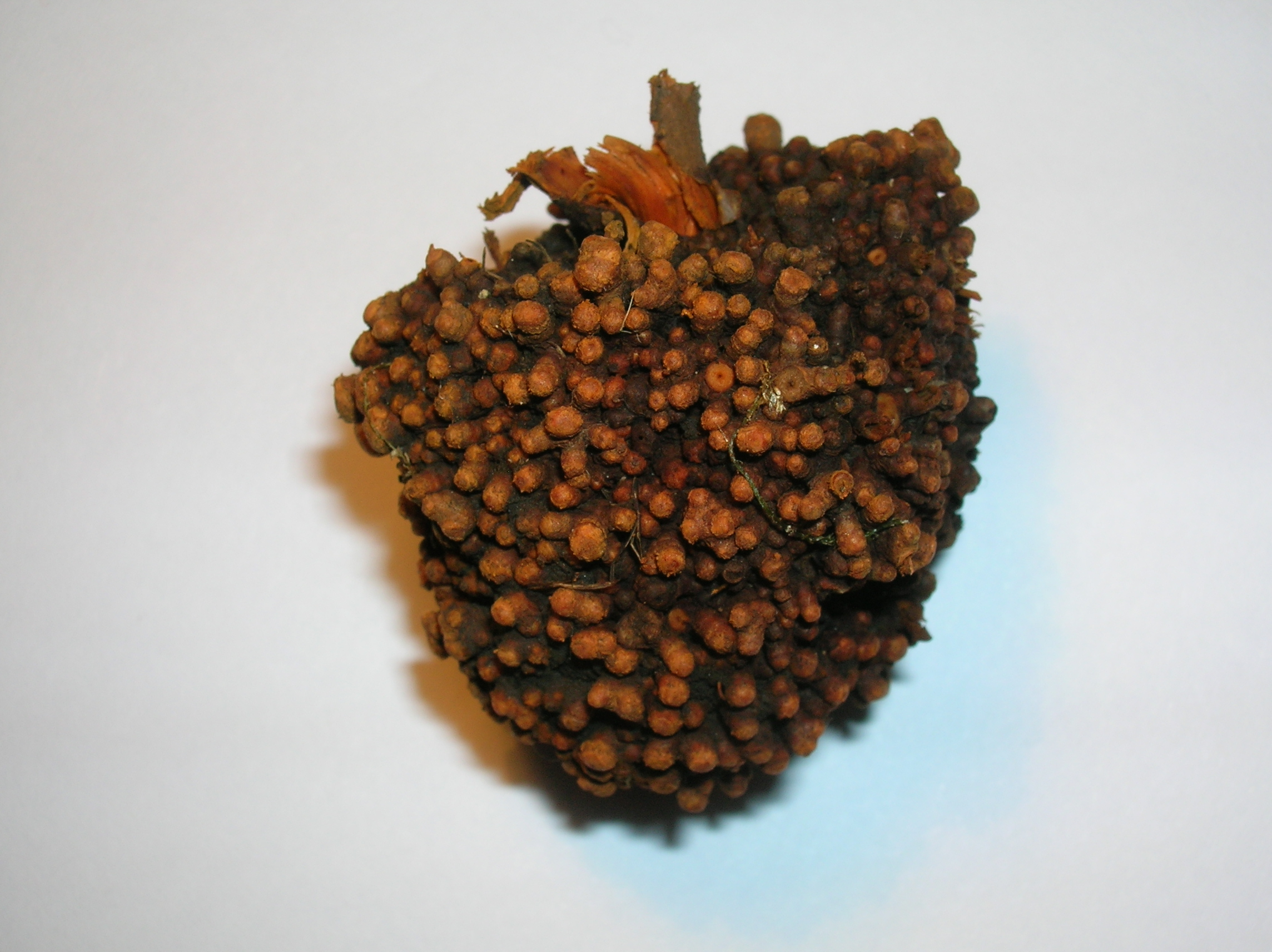
Wurzelknöllchen – Detailansicht

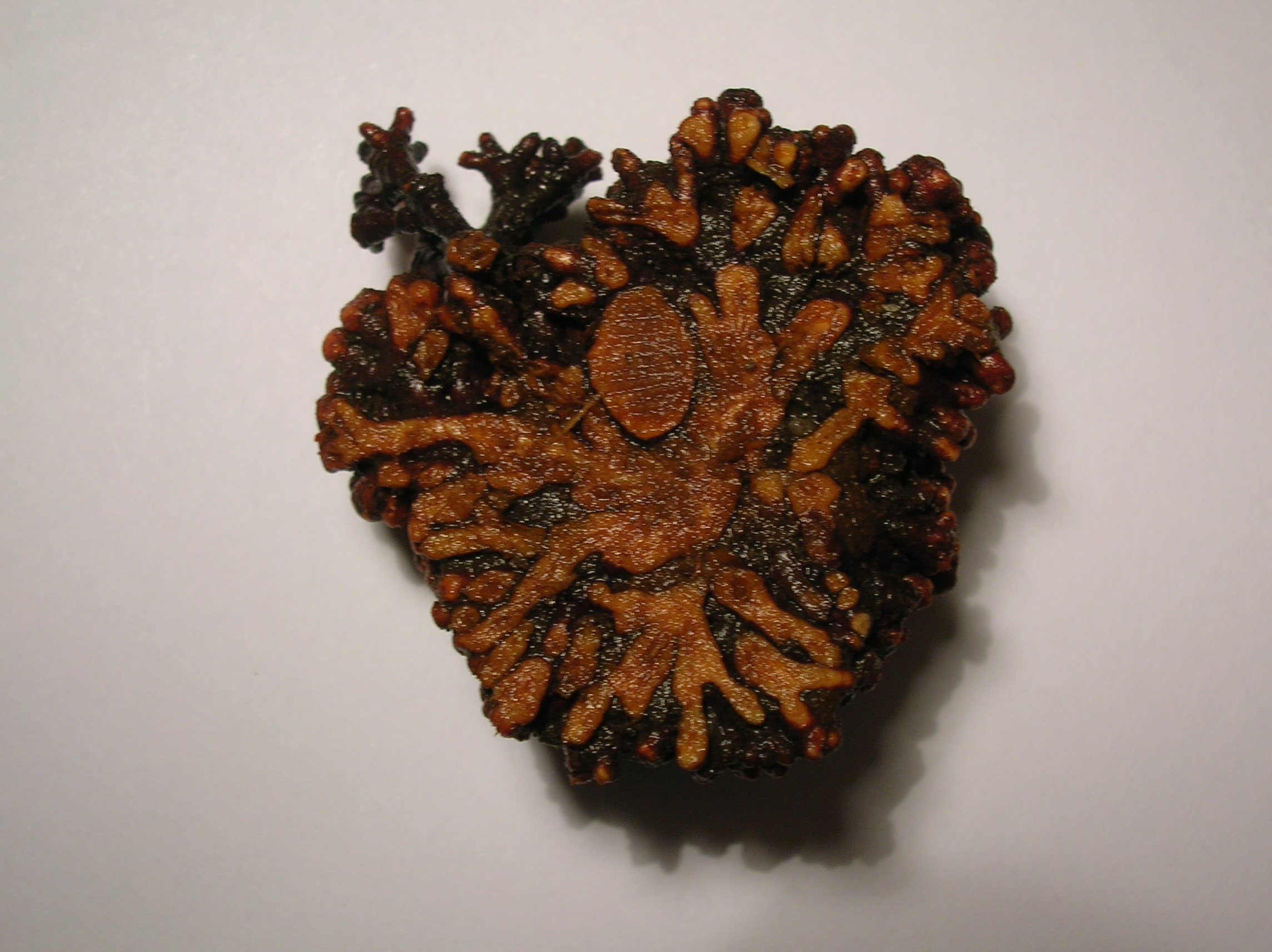
Wurzelknöllchen – Querschnitt

Die im Zuge der Symbiose-Bildung entstehenden Wurzelknöllchen unterscheiden sich anatomisch deutlich von den äußerlich ähnlichen Wurzelknöllchen der Leguminosen. Aktinorrhiza-Knöllchen besitzen ein zentrales Leitbündel. Um dieses befindet sich das infizierte Gewebe mit den Bakterien. Dieses wiederum ist von einem Rindenparenchym umschlossen. Die Knöllchen sind modifizierte Seitenwurzeln. Sie sind nicht determiniert, haben also ein potentiell unbegrenztes Wachstum. An der Knöllchenspitze befindet sich ein Apikalmeristem, aus dem sich das Knöllchenparenchym entwickelt. An das Meristem schließt eine Zone von nicht infizierten Zellen an, gefolgt von frisch infizierten Zellen, denen noch die typischen Vesikel fehlen (Infektionszone). In der zentralen Fixierungszone gibt es zwei Zelltypen: Zum einen reife infizierte Zellen mit Vesikeln. In diesen findet die Stickstofffixierung statt. Zum anderen nicht infizierte Zellen, die wahrscheinlich der Assimilation des fixierten Stickstoffs und dem Austausch von Kohlenstoff dienen. Die räumliche Verteilung von infizierten und nicht infizierten Zellen ist je nach Pflanzengattung unterschiedlich.
Die Infektion der Wurzeln mit den Bakterien erfolgt je nach Pflanzengattung auf einem von zwei Infektionswegen:
- Die intrazelluläre oder Wurzelhaar-Infektion ist typisch für die sogenannten primitiven Aktinorrhiza-Pflanzen. Hierbei stülpt sich ein Wurzelhaar durch Einbuchtung über ein Frankia-Filament. Der Infektionsstrang wächst in Richtung innerer Wurzelrinde. Die Wurzel bildet unmittelbar nach Infektion ein neues Meristem in der äußeren Rinde, das neu gebildete Gewebe wird von Frankia besiedelt. Frankia bildet die typischen Vesikel und beginnt, das für die Stickstofffixierung nötige Enzym Nitrogenase zu bilden. Dieses nur vorübergehend bestehende Gewebe wird englisch als prenodule („Vorknöllchen“) bezeichnet und ist charakteristisch für den intrazellulären Infektionsweg. Später beginnen sich die Zellen im Perizykel der Wurzel zu teilen und bilden das Primordium für die echten Knöllchen. Dieses wächst und verschmilzt dann mit dem Vorknöllchen.

- Bei der interzellulären Infektion gelangen die Frankia-Filamente durch den Interzellularraum in das Wurzelgewebe. Dabei wird die Mittellamelle der Zellwand aufgelöst, das Filament gelangt durch die Epidermis in den äußeren Rindenbereich. Als Antwort auf das Eindringen lagert die Pflanze an der Infektionsstelle extrazellulär elektronendichtes Material ab.

In beiden Fällen beginnt die Zellteilung und die Organbildung des Knöllchens im Perizykel. Das Knöllchen entsteht analog zu einer Seitenwurzel.
Wenig ist bekannt über die Mechanismen dieser Symbiose. Das Äquivalent der NOD-Faktoren der Rhizobien wurde noch nicht entdeckt. In den Actinorrhiza-Noduli werden ähnliche Gene exprimiert wie die der Leguminosen. Das Fehlen von genetischen Regulatoren und die Tatsache, dass die Mehrheit der Actinorrhiza-Pflanzen Bäume oder Sträucher sind, erschwerten bisher ihr Studium. Kürzlich wurden drei Frankia-Genome sequenziert und RNAi entwickelt, was ein besseres Verstehen dieser Symbiose in den nächsten Jahren erleichtern sollte.

## Belege
- L. G. Wall: The Actinorhizal Symbiosis. In: Journal of Plant Growth Regulation. Band 19, 2000, S. 167–182. doi:10.1007/s003440000027